# Anacondaz
Anacondaz — российская рэп-рок-группа, образованная в Астрахани в 2009 году. Представляет собой квинтет и имеет на своём счету семь студийных альбомов и два мини-альбома.

## История

### 2009—2010: «Смачные ништяки»
Группа образовалась в Астрахани в 2009 году. После записи дебютного альбома «Смачные ништяки» команда начала ездить с гастролями, в том числе и в Москву. В 2010 году было принято решение переехать в столицу, где участники коллектива живут и по сей день. Здесь же произошло знакомство с известным рэпером Noize MC, с которым позже была записана совместная песня и который вскоре стал их хорошим приятелем.
Андреем Никитиным альбом «Смачные ништяки» был назван «возможно самым недооценённым альбомом 2009 года».

### 2011: «Эволюция»
В 2011 году группа стала представлять собой секстет: ударник Александр Черкасов, бас-гитарист Евгений Форманенко, гитарист Илья Погребняк, семплер Тимур Есетов и двое MC — Артём Хорев и Сергей Карамушкин.
Сергей Карамушкин, под псевдонимом Очередной MC, принял участие в 9-м официальном баттле на сайте Hip-Hop.ru и дошёл до восьмого раунда, в котором проиграл рэперу Babangida. Композиции "Этюд в багровых тонах" и "Смертельное оружие", с которыми Сергей выступил в седьмом и восьмом раунде соответственно, вошли в следующую пластинку группы.

### 2012—2013: «Дети и радуга»
В мае 2012 года выходит второй студийный альбом группы под названием «Дети и радуга». Он получает некоторое освещение в прессе. В частности, портал Colta.ru помещает его в майский список «Альбомы месяца». Наталья Югринова, музыкальный обозреватель портала, отмечает выросший музыкальный уровень группы и пишет о наличии у группы больших перспектив.
В 2012 году коллектив активно начинает давать концерты: сначала презентации второго альбома «Дети и радуга», затем выступления на российском фестивале Kubana и два концертных тура #GoldenVoblaTour и #ГрехТур осенью/весной 2012—2013 годов по России, Украине и Беларуси.
С февраля 2013 года с группой начинает работать Григорий Зорин, на тот момент являющийся также продюсером Noize MC. Музыканты продолжают своё участие в концертах, на этот раз в Москве и Санкт-Петербурге, а также в нескольких туровых выездах и фестивалях, в том числе Kubana и КаZантип.
В мае 2013 приняли участие в конкурсе для начинающих исполнителей «РАСКРУТКА R’n’B & Hip-Hop». Одержав победу сразу в двух номинациях: по итогам интернет- и зрительского голосования, получили возможность трансляции своего клипа «Круглый год» в эфире международного музыкального телеканала Russian MusicBox.
16 июля 2013 года на вечеринке, посвящённой семилетию сайта Maxim Online, была презентована совместная с группой Тараканы! композиция «Самый счастливый человек на Земле».
В ноябре 2013 года на сайте Planeta.ru была запущена акция по сбору денег на мастеринг грядущей пластинки. Требуемая сумма в размере 120 тысяч рублей была собрана за 12 дней. В отличие от предыдущих релизов группы, мастерингом нового альбома, получившего название «Без паники», занимались не сами музыканты группы, а сторонняя компания «360 Mastering», базирующаяся в Лондоне.
В конце года в Anacondaz пришёл новый ударник Алексей «Proff» Назарчук, ранее игравший в группе Tracktor Bowling.

### 2014: «Без паники»
Релиз пластинки состоялся 31 января 2014 года. Помимо песен, написанных и исполненных группой, в альбом также вошли совместные композиции с такими музыкантами, как: рэпер Карандаш, дэткор-группа «My Autumn», а также инди-группа «Зимавсегда». Кроме того, одним из музыкантов проекта RasKar был сделан ремикс на песню «Не учи меня как жить», который также вошёл в альбом. Альбом был тепло встречен критикой; отмечалось чувство юмора, небанальность, а также фирменный «синтез раздолбайства и высказываний „о главном“».

### 2015: «Байки инсайдера»
Весной 2015 года группой были выпущены три сингла с грядущей пластинки — «Вызывай», «Бесит» и «Мотоципл».
15 июня на сайте Planeta.ru был размещён второй в истории группы проект по сбору средств на мастеринг грядущей пластинки. Спустя сутки, требуемые 200 тысяч рублей уже были собраны, а всего на запись альбома было собрано более полумиллиона рублей.
22 сентября был выпущен клип на песню «Мне мне мне» из готовящегося альбома, а на следующий день в интервью порталу Rap.ru была объявлена дата релиза пластинки — 24 сентября.

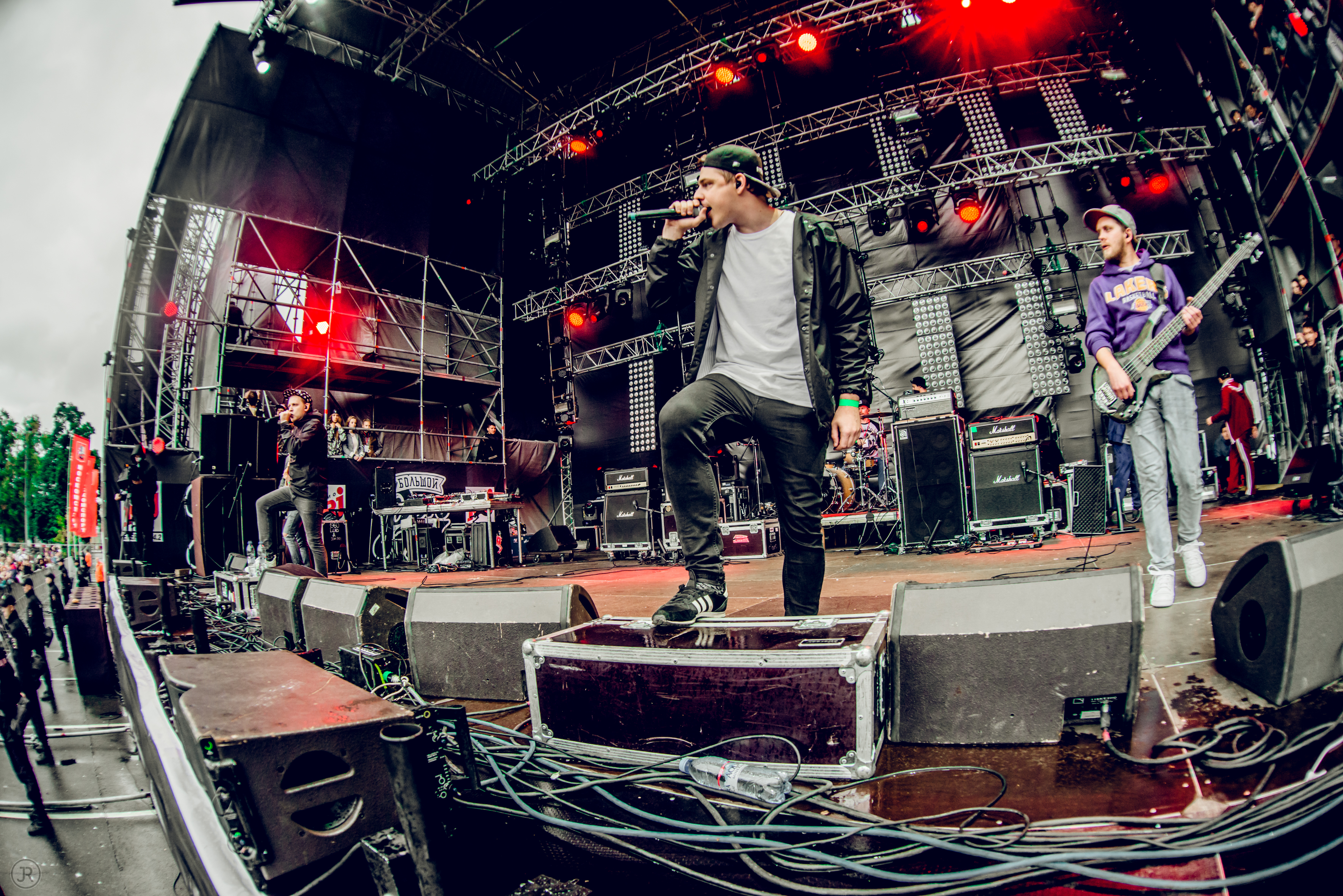
Группа Anacondaz на Hip-Hop MayDay 2016

Вышедший альбом получил название «Байки инсайдера» и был довольно тепло встречен критикой. Среди сильных сторон называются ирония, порой доходящая до абсурдности, и невозмутимость с которой MC группы удаётся читать о гибели людей в Сирии или о безруких дворниках, шофёрах и писателях. Отмечалось, что за несколько лет группе удалось прочно закрепиться среди профессиональных российских альтернативных групп. Алексей Мажаев в своей рецензии называет творчество Anacondaz «удовольствием для понимающих». Им отмечается и чувство юмора, и неожиданные рифмы, однако, высказываются сомнения по поводу того, сможет ли этот альбом помочь группе найти новых слушателей. Старые же слушатели, пишет критик, могут заскучать при прослушивании альбома из-за того, что тексты, оценённые им по большей части положительно, сопровождают не всегда удачно подобранные аранжировки и запоминающиеся мелодии.

### 2017: «Выходи за меня»
Летом 2016 года группа выпускает сингл с будущей пластинки на песню «Поезда», а в феврале 2017 выходит сингл «Ангел». Релиз альбома «Выходи за меня» состоялся 24 февраля 2017 года.

### 2018: «Я тебя никогда»
11 октября группа выпускает альбом под названием «Я тебя никогда». Альбом включает в себя совместные песни с такими музыкантами как Louna, Влади, «Animal ДжаZ» и Ram (Грязный Рамирес).

### 2019: «Мои дети не будут скучать»
5 декабря 2019 года Anacondaz выпустили новый мини-альбом «Мои дети не будут скучать». В него вошло восемь треков при участии Noize MC, Макса Гирко, 25/17, Inice и Horus. Вскоре после выхода альбома Anacondaz выпустили кавер на песню группы 25/17 «Жду чуда».

### 2021: «Перезвони мне +79995771202»
4 мая 2020 года вышел сингл грядущего альбома под названием «Не норм», в котором музыканты косвенно высказались и на тему COVID-19. 12 ноября вышел сингл «Сядь мне на лицо» в фите с группой «Кис-Кис».
5 февраля 2021 года состоялся фит с группой «Заточка». 12 февраля 2021 года группа представила свой седьмой студийный альбом под названием «Перезвони мне +79995771202», включивший шестнадцать треков, в том числе два совместных.
В августе 2022 года вышла делюкс-версия альбома «Перезвони мне +79995771202». В него вошли шестнадцать старых треков, три новых: «Слишком», «Саша любит Сашу», «Два вопроса», а также две акустические версии песен «Уходи» и «Девочка-деньги».
В 2022 году группа выступила против войны России с Украиной, что привело к отмене концертов и попаданию в неформальный «список запрещённых артистов».

## Состав группы
Актуальный состав
- Сергей «Сега» Карамушкин — речитатив (2009 — настоящее время), чистый вокал (2015 — настоящее время)
- Артём «Ортём» Хорев — речитатив (2009 — настоящее время)
- Илья «Бешеный Пёс» Погребняк — гитара (2009 — настоящее время), бэк-вокал (2018 — настоящее время)
- Евгений «Евгей» Форманенко — бас-гитара (2010 — настоящее время)
- Владимир Останин — ударные (2022 - настоящее время)

Бывшие участники
- Глеб «Брондо» Бронюков — рэп-вокал (2009)
- Жанна «Рэд» Дэр — клавишные (2009 — 2011)
- Александр «Черкасян» Черкасов — ударные (2009 — 2013)
- Тимур «Мэр Бурятии» Есетов — семплы (2009 – 2020)
- Алексей «Proff» Назарчук — ударные (2014 — 2020)
- Евгений Стадниченко — ударные (2020 —2025)

Туровые участники
- Владимир Зиновьев — ударные (2014)

Временная шкала

## Дискография

### Студийные альбомы
| Год                       | Название                     | Информация |
| ------------------------- | ---------------------------- | --- |
| 2009                      | «Смачные ништяки»            | - Выпущен: 22 ноября - Лейбл: самостоятельно - Формат: MP3                                                       |
| 2012 (переиздание в 2013) | «Дети и радуга»              | - Выпущен: 20 мая - Лейбл: ThankYou.ru, самостоятельно, «Мистерия звука», Invisible Management - Формат: MP3, CD |
| 2014                      | «Без паники»                 | - Выпущен: 31 января - Лейбл: «Мистерия звука», Invisible Management - Формат: CD, AAC                           |
| 2015                      | «Байки инсайдера»            | - Выпущен: 24 сентября - Лейбл: «Мистерия звука» - Формат: CD                                                    |
| 2017                      | «Выходи за меня»             | - Выпущен: 24 февраля - Лейбл: Invisible Management - Формат: CD, LP                                             |
| 2018                      | «Я тебя никогда»             | - Выпущен: 11 октября - Лейбл: Invisible Management, Ультра Продакшн - Формат: CD, LP                            |
| 2021 (переиздание в 2022) | «Перезвони мне +79995771202» | - Выпущен: 12 февраля - Лейбл: Invisible Management - Формат: CD, LP                                             |

### Концертные альбомы
| Год  | Название                            |
| ---- | ----------------------------------- |
| 2018 | «Акустика Live (Москва, 4.03.2018)» |

### Мини-альбомы
- 2011 — «Эволюция»
- 2019 — «Мои дети не будут скучать»

### Синглы
- 2017 — «Двое» (feat. Animal ДжаZ)
- 2018 — «Ты знаешь, кто он»
- 2019 — «Иди за второй» (feat. Макс Гирко)
- 2019 — «Синий кит» (feat. Horus)
- 2020 — «Не норм»
- 2021 — «Метафизика» (feat. Заточка)

### Саундтреки
- 2013 — «Один из ста» (OST «Супер Макс»)
- 2017 — «Как танк!» (OST World of Tanks Blitz)

## Видеоклипы
| Год  | Название                                | Режиссёр(ы)                | Альбом                     |
| ---- | --------------------------------------- | -------------------------- | -------------------------- |
| 2011 | «69»                                    | Руслан Пелых               | Эволюция                   |
| 2012 | «Трус» (доработан и опубликован в 2021) | Ирина Бычкова              | Дети и радуга              |
| 2013 | «Круглый год»                           | Александр Маков            | Дети и радуга              |
| 2013 | «Беляши»                                | Александр Маков            | Дети и радуга              |
| 2013 | «Семь миллиардов»                       | Александр Маков            | Без паники                 |
| 2014 | «Против системы»                        | Олег Rooz                  | Без паники                 |
| 2014 | «Акуле плевать»                         | Роман Трофимов             | Без паники                 |
| 2014 | «Член»                                  | Илья Прусикин, Алина Пязок | Без паники                 |
| 2015 | «Вызывай» (п.у. DJ Mos)                 |                            | Байки инсайдера            |
| 2015 | «Бесит»                                 | Алина Пязок                | Байки инсайдера            |
| 2015 | «Мотоципл»                              | Владимир Болгов            | Байки инсайдера            |
| 2015 | «Мне мне мне»                           | Алина Пязок                | Байки инсайдера            |
| 2015 | «Пока не готов» (п.у. «Саша rAP»)       | Anacondaz                  | Байки инсайдера            |
| 2015 | «Узор»                                  |                            | Байки инсайдера            |
| 2016 | «Мама, я люблю»                         | Вадим Шатров               | Байки инсайдера            |
| 2016 | «Поезда»                                | Владимир Болгов            | Выходи за меня             |
| 2017 | «БДСМ»                                  | Владимир Ракша             | Выходи за меня             |
| 2017 | «Спаси, но не сохраняй»                 | Олег Rooz                  | Выходи за меня             |
| 2017 | «Ангел»                                 | Владимир Болгов            | Выходи за меня             |
| 2017 | «Двое» (feat. Animal ДжаZ)              | Савл Норвегов              | Шаг Вдох: Трибьют          |
| 2017 | «Ненавижу»                              | Валентин Рудаков           | Выходи за меня             |
| 2018 | «Ты знаешь, кто он»                     | Савл Норвегов              | Я тебя никогда             |
| 2018 | «Дубак»                                 | Валентин Рудаков           | Я тебя никогда             |
| 2018 | «Ни капли не больно»                    | Павел Клинг, Андрей Клинг  | Я тебя никогда             |
| 2019 | «Твоему новому парню»                   | Дмитрий Булгаков           | Я тебя никогда             |
| 2019 | «Иди за второй» (feat. Макс Гирко)      | Алексей Ломов              | И в хардкоре и в радости   |
| 2019 | «Пусть они умрут» (feat. Noize MC)      | Владимир Болгов            | Мои дети не будут скучать  |
| 2020 | «Не норм»                               | Владимир Болгов            | Перезвони мне +79995771202 |
| 2020 | «Сядь мне на лицо» (feat. Кис-Кис)      | Владимир Болгов            | Перезвони мне +79995771202 |
| 2021 | «Девочка-деньги»                        | Влад Каптур                | Перезвони мне +79995771202 |
| 2021 | «Серым»                                 | Владимир Болгов            | Перезвони мне +79995771202 |

## Сотрудничество
| Исполнитель / группа | Песня                             | Альбом                                   | Год выпуска | Участие |
| -------------------- | --------------------------------- | ---------------------------------------- | ----------- | ------- |
| Барни и Лёня         | Бескультурье в стране             | Интересные собеседники                   | 2010        | feat    |
| Printa               | Рестарт                           | Восемь                                   | 2011        | feat    |
| Noize MC             | Похуисты                          | Новый альбом                             | 2012        | feat    |
| Карандаш             | Вперёд, за баблом!                | Американщина 2                           | 2012        | feat    |
| Карандаш             | Это нормально (remix)             | Американщина 2                           | 2012        | feat    |
| Барни и Лёня         | Хореографы жизни                  | На Кассете                               | 2012        | feat    |
| Лёня                 | С каждым годом их всё меньше      |                                          | 2013        | feat    |
| Тараканы!            | Самый счастливый человек на Земле | MaximumHappy II                          | 2013        | feat    |
| Барни                | Скит от Сеги                      | Посмотреть по сторонам                   | 2013        | скит    |
| Кожаный олень        | Труба                             | Снегири и суперклей                      | 2013        | feat    |
| RasKar               | Запомни мои слова                 | Разгар                                   | 2014        | feat    |
| Барни и Лёня         | Россию не понять умом             | В корне верно                            | 2015        | feat    |
| Саша rAP             | Пока не готов (versiya 002)       | Рикки Тикки Тави                         | 2016        | feat    |
| Карандаш, Lenin      | Я и ты                            |                                          | 2016        | remix   |
| Тараканы!            | Самый счастливый человек на Земле | Larger Than… Live: 25th Anniversary Show | 2017        | feat    |
| Тараканы!            | Пыль и пепел                      | Много шума из ничего                     | 2017        | feat    |
| Animal ДжаZ          | Двое                              | Шаг Вдох: Трибьют                        | 2017        | cover   |
| Артём Пивоваров      | Хаос                              | Стихия огня                              | 2017        | feat    |
| Мэйти                | Добрая песня                      | Биголло, ч.1                             | 2018        | feat    |
| Макс Гирко           | Иди за второй                     | И в хардкоре и в радости                 | 2019        | feat    |
| Грязь                | Ты особенный                      | сингл                                    | 2019        | feat    |
| 25/17                | Жду чуда                          | Вспомнить всё. Часть 4 (1). Ковры        | 2019        | cover   |
| Муравьед Иннокентий  | Дело нескольких минут             | 17 независимый баттл (3 раунд)           | 2019        | feat    |
| Louna                | Кто мы?                           | Начало нового круга                      | 2020        | feat    |
| Каста                | Орган опеки                       | Чернила осьминога (Deluxe)               | 2021        | feat    |
| Inice                | Всё хорошо (Remix)                | Наши танки уже на мосту                  | 2021        | feat    |
| PALC                 | Там                               | сингл                                    | 2023        | feat    |